# Liste der Baudenkmale in Estorf (Landkreis Stade)
In der Liste der Baudenkmale in Estorf  sind alle Baudenkmale der niedersächsischen Gemeinde Estorf aufgelistet. Die Quelle der Baudenkmale, der ID´s und der Beschreibungen ist der Denkmalatlas Niedersachsen. Der Stand der Liste ist der 5. Dezember 2021.

## Allgemein
In den Spalten befinden sich folgende Informationen:
- Lage: die Adresse des Baudenkmales und die geographischen Koordinaten. Kartenansicht, um Koordinaten zu setzen. In der Kartenansicht sind Baudenkmale ohne Koordinaten mit einem roten Marker dargestellt und können in der Karte gesetzt werden. Baudenkmale ohne Bild sind mit einem blauen Marker gekennzeichnet, Baudenkmale mit Bild mit einem grünen Marker.
- Bezeichnung: Bezeichnung des Baudenkmales
- Beschreibung: die Beschreibung des Baudenkmales. Unter § 3 Abs. 2 NDSchG werden Einzeldenkmale und unter § 3 Abs. 3 NDSchG Gruppen baulicher Anlagen und deren Bestandteile ausgewiesen.
- ID: die Objekt-ID des Baudenkmales
- Bild: ein Bild des Baudenkmales, ggf. zusätzlich mit einem Link zu weiteren Fotos des Baudenkmals im Medienarchiv Wikimedia Commons. Wenn man auf das Kamerasymbol klickt, können Fotos zu Baudenkmalen aus dieser Liste hochgeladen werden:

## Estorf

### Gruppe: Huder Hofanlagen
Die Gruppe hat die ID 30898828. Gruppe aus mehreren Wohn-Wirtschaftsgebäuden, die im 19. Jahrhundert entstanden; umfasst heute die Adressen Hude 15–18.

| Lage                                | Bezeichnung               | Beschreibung | ID       | Bild |
| ----------------------------------- | ------------------------- | --- | -------- | ---- |
| Hude 15 53° 32′ 54″ N, 9° 10′ 18″ O | Wohn-/ Wirtschaftsgebäude | Giebelständiger Zweiständerbau in Fachwerk mit Backsteinausfachung, unter Satteldach. Wohnteil massiv erneuert. Errichtet im 19. Jahrhundert.                                                                  | 30909618 | BW   |
| Hude 16 53° 32′ 51″ N, 9° 10′ 15″ O | Wohn-/ Wirtschaftsgebäude | Zweiständerbau in Fachwerk mit Backsteinausfachung, unter reetgedecktem Halbwalmdach. Errichtet durch den Meister „RM [=Rademacker?]“ 1849 (i), Wohnteil um 1900 massiv erneuert.                              | 30909638 | BW   |
| Hude 18 53° 32′ 50″ N, 9° 10′ 16″ O | Wohn-/ Wirtschaftsgebäude | Parallel zum größeren nördlichen Wohn-/Wirtschaftsgebäude errichteter Fachwerkbau mit Backsteinausfachung, unter Satteldach. Kleine, fast quadratische Gefache. Errichtet als Altenteiler (zu Nr. 16) um 1850. | 30909681 | BW   |

### Gruppe: Mühlenweg 2
Die Gruppe hat die ID 38553864. Die Hofanlage Mühlenweg 2 in Estorf-Gräpel besteht aus zwei traufständigen Fachwerkgebäuden des 19. Jahrhunderts, mit Backsteinausfachungen und unter Reetdach. Es handelt sich um ein Wohn-/Wirtschaftsgebäude und eine Querdurchfahrtsscheune.

| Lage                                    | Bezeichnung               | Beschreibung | ID       | Bild |
| --------------------------------------- | ------------------------- | --- | -------- | ---- |
| Mühlenweg 2 53° 33′ 54″ N, 9° 10′ 47″ O | Wohn-/ Wirtschaftsgebäude | Traufständiges Zweiständerhaus in Fachwerk mit Backsteinausfachung, unter Reetdach mit Halbwalm, Wohnteil massiv erneuert. Errichtet in der ersten Hälfte des 19. Jahrhunderts. | 30910003 | BW   |
| Mühlenweg 2 53° 33′ 54″ N, 9° 10′ 48″ O | Scheune                   | Traufständiges Fachwerkgebäude mit Backsteinausfachung, unter reetgedecktem Halbwalmdach. Straßenseitig große Toröffnungen. Errichtet im 19. Jahrhundert.                       | 38588877 | BW   |

### Einzeldenkmale
| Lage                                         | Bezeichnung               | Beschreibung | ID       | Bild |
| -------------------------------------------- | ------------------------- | --- | -------- | ---- |
| Hude 6 53° 33′ 19″ N, 9° 11′ 23″ O           | Scheune                   | Quererschlossener Fachwerkbau mit Backsteinausfachung, unter reetgedecktem Walmdach. Fast quadratische Gefache, in den Eckfeldern breiter und mit Eckstreben. Errichtet im 19. Jahrhundert.                                                                                             | 30909985 | BW   |
| Mühlenweg 4 53° 33′ 54″ N, 9° 10′ 44″ O      | Wohn-/ Wirtschaftsgebäude | Zweiständerhaus in Fachwerk mit Backsteinausfachung, unter reetgedecktem Halbwalmdach. Wohnteil massiv erneuert. Errichtet durch den Meister „JJRM“ 1841 (i): „DEN 28 APRIL ANNO 1841“.                                                                                                 | 30910020 | BW   |
| Mühlenweg 6 53° 33′ 54″ N, 9° 10′ 39″ O      | Wohn-/ Wirtschaftsgebäude | Zweiständerhaus in Fachwerk mit Backsteinausfachung, unter Satteldach mit Reetdeckung, mit Walm am Wohnende. Inschriftliche Datierung auf 1743, Torsturz jedoch in Zweitverwendung; Gebäude errichtet im 19. Jahrhundert.                                                               | 30910040 | BW   |
| Ole Dörpstrot 15 53° 34′ 35″ N, 9° 11′ 55″ O | Wohn-/ Wirtschaftsgebäude | Traufständiges Zweiständerhaus aus Fachwerk mit Backsteinausfachung, unter reetgedecktem Halbwalmdach. Wohnteil massiv in Backstein erneuert. Errichtet zu Beginn des 19. Jahrhunderts.                                                                                                 | 30909799 | BW   |
| Osterberg 18 53° 34′ 14″ N, 9° 12′ 13″ O     | Schmiede                  | Eingeschossiger traufständiger Backsteinbau mit einfachen Gliederungen und rundbogigen Eisenfenstern. Erbaut als Dorfschmiede um 1880. | 30909816 | BW   |
| Schönau 1a 53° 35′ 4″ N, 9° 10′ 0″ O         | Schmiede                  | Traufständiger Zweiständerbau in Fachwerk mit Backsteinausfachung, unter Halbwalmdach in Reetdeckung. Errichtet um 1850. Wohnteil um 1900 massiv erneuert. | 30910128 | BW   |
| Seemoor 1 53° 34′ 17″ N, 9° 12′ 14″ O        | Wohn-/ Wirtschaftsgebäude | Zur Straße „Seemoor“ traufständig ausgerichteter Zweiständerbau in Fachwerk mit Backsteinausfachung, unter reetgedecktem Halbwalmdach. Errichtet 1854 (i) vom Meister „JJSch [=Johann Jürgen Schult]“.                                                                                  | 30909835 | BW   |
| Seemoor 2 53° 34′ 16″ N, 9° 12′ 15″ O        | Wohn-/ Wirtschaftsgebäude | Zur Straße „Seemoor“ traufständiger Zweiständerbau in Fachwerk mit Backsteinausfachung, unter reetgedecktem Halbwalmdach. Errichtet um 1850. Außenwände größtenteils in Backstein massiv erneuert.                                                                                      | 30909855 | BW   |
| Zum Hafen 18 53° 33′ 54″ N, 9° 10′ 39″ O     | Wohn-/ Wirtschaftsgebäude | Traufständiges Zweiständerhaus in Fachwerk mit Backsteinausfachung, unter reetgedecktem Satteldach. Inschriftlich datiert auf 1788 (Meister „JWB“), allerdings erst nach der Verkoppelung 1849 hier errichtet, Sturz also zweitverwendet. Wohngiebel massiv, Stallteil 1923 verlängert. | 30910164 | BW   |